# Crisópolis
Crisópolis is een gemeente in de Braziliaanse deelstaat Bahia. De gemeente telt 20.279 inwoners (schatting 2009).

## Aangrenzende gemeenten
De gemeente grenst aan Acajutiba, Aporá, Itapicuru, Olindina en Rio Real.